# Brudzewice
Brudzewice (deutsch Brüsewitz) ist ein Dorf in der Woiwodschaft Westpommern in Polen. Es gehört zu der Gmina Suchań (Gemeinde Zachan) im Powiat Stargardzki (Stargarder Kreis).

## Geographische Lage
Die Ortschaft  liegt in Hinterpommern, 48 km südöstlich von Stettin und 14 km östlich von Stargard.

## Geschichte
Im Jahr 1474 gab es im Dorf eine Mühle. Um 1487 war das Dorf eine Lehen des Johanniterordens. Im Jahr 1765 wurde in Brüsewitz eine neue Windmühle erbaut.
Im Jahr 1945 gehörte das Dorf Brüsewitz zum Amtsbezirk Sukow a./Ihna im Landkreis Saatzig im Regierungsbezirk Köslin der preußischen Provinz Pommern des Deutschen Reichs.
Gegen Ende des Zweiten Weltkriegs wurde die Region im Frühjahr 1945 von der Roten Armee besetzt. Im Sommer 1945 wurde das Dorf zusammen mit ganz Hinterpommern von der Sowjetunion unter polnische Verwaltung gestellt. Danach begann in Brüsewitz die Zuwanderung polnischer Zivilisten. Brüsewitz erhielt den polnischen Ortsnamen Brudzewice. In der Folgezeit wurden die einheimischen Dorfbewohner vertrieben.
Von 1975 bis 1998 gehörte das Dorf zur Woiwodschaft Stettin. Das Dorf hat eine Fläche von 11,5 km² und 433 Einwohner.

## Bevölkerungsentwicklung
| Jahr | Einwohner | Anmerkungen                                           |
| ---- | --------- | ----------------------------------------------------- |
| 1867 | 597       | [ 5 ]                                                 |
| 1871 | 610       | darunter 603 Evangelische und sieben Juden            |
| 1925 | 552       | darunter 551 Evangelische und eine katholische Person |
| 1933 | 579       | [ 7 ]                                                 |
| 1939 | 556       | [ 7 ]                                                 |

## Söhne und Töchter des Ortes
- Hermann Budy (1838–1907), deutscher Pädagoge und Musikwissenschaftler
- Anneliese Dahms-Oldag (* 1928), deutsche Schauspielerin
- Wilhelm Büttemeyer (* 1940), deutscher Philosoph und Hochschullehrer